# Geovanny Jara
Geovanny Jara Granados (ur. 20 lipca 1967) – piłkarz kostarykański grający na pozycji obrońcy. Jego brat Claudio Jara również był piłkarzem.

## Kariera klubowa
Karierę piłkarską Jara rozpoczął w klubie CS Herediano. W sezonie 1989/1990 zadebiutował w jego barwach w kostarykańskiej Primera División. Tam był podstawowym zawodnikiem i grał tam do 2004 roku. W 1993 roku wywalczył z Herediano swój jedyny tytuł mistrza Kostaryki. W sezonie 2004/2005 grał w AD Belén, a w sezonie 2005/2006 w AD Ramonense. Karierę zakończył w 2006 roku.

## Kariera reprezentacyjna
W reprezentacji Kostaryki Jara zadebiutował w 1990 roku. W tym samym roku został powołany przez selekcjonera Velibora Milutinovicia do kadry na Mistrzostwa Świata we Włoszech. Tam był rezerwowym zawodnikiem i nie rozegrał żadnego spotkania. Od 1990 do 2002 roku wystąpił w kadrze narodowej 11 razy.
W 1992 roku Jara wystąpił z Kostaryką na Mistrzostwach Świata w Futsalu w Hongkongu.